# Гроховский 182-й пехотный полк
182-й пехотный Гроховский полк — пехотная воинская часть Русской императорской армии.

## История
Полк ведёт своё начало от сформированного 17 января 1811 г. Киевского внутреннего губернского полубатальона, переформированного 27 марта 1811 г. в батальон, который 14 июля 1816 г. был назван Киевским внутренним гарнизонным батальоном, 13 августа 1864 г. — Киевским губернским батальоном, а 26 августа 1874 г. — Киевским местным батальоном. 19 мая 1877 г. батальон этот был переформирован в полк. 10 октября 1878 г. из 4-го батальона этого полка был сформирован 41-й пехотный резервный батальон (кадровый). Высочайшим приказом 25 марта 1891 г. этот батальон наименован 171-м пехотным резервным Гроховским полком, с приведением его в 2-батальонный состав; 1 января 1898 г. полку присвоен № 182. В 1910 г., при общей реорганизации резервных частей, преобразован в пехотный полк с оставлением ему прежнего №, также в состав полка влились 203-й Грайворонский и 248-й Осташковский резервные батальоны.
Старшинство Гроховского полка — с 19 мая 1877 года, то есть со дня сформирования Киевского местного полка. Знамя простое, с юбилейной Александровской лентой, пожалованное 27 марта 1911 года. Полковой праздник 1 октября на Покров Пресвятой Богородицы.

## Командиры полка
- 02.03.1902 — 02.09.1904 — командир, полковник Клюев Николай Алексеевич
- 04.12.1908 — 06.12.1913 — командир, полковник Пустовойтенко, Михаил Саввич
- 07.12.1913 — 23.07.1915 — командир, полковник Люпов, Сергей Николаевич
  - 21.07.1915 — 25.10.1915 — временно командующий, подполковник Потанин, Николай Васильевич
- с 20.09.1915 — командир, полковник Иванов, Михаил Никитич

## Полковой нагрудный знак
Утвержден 07.03.1911. Копия памятника на Гроховском поле сражения, наложенная на венок из лавровых и дубовых ветвей, перевязанный красной лентой с надписями: «1811-1911» и «182 Гр. п.». На постаменте памятника накладное число «100», а по бокам его вензеля Императоров Александра I и Николая II.

## Боевой путь полка в Первую мировую войну
- 20 августа 1914 г. – взята укрепленная позиция у Вронова, причем положено начало захвату пленных: взято 5 офицеров и более 500 нижних чинов.
- 25 августа 1914 г. – взята укрепленная позиция у Ходеля, что вызвало общий переход в наступление всей IX армии.
- 2 сентября 1914 г. – полк с боем переправился через реку Сан у селения Кемпа и вторгнулся в пределы Австрии.
- 23 сентября - 21 октября 1914 г. – многострадальная 28-дневная оборона реки Сан и переправа с большими потерями у Брандвицы, обошедшаяся полку в 10 офицеров и 999 нижних чинов. Была проложена дорога для 46-й, 23-й и 80-й дивизий.
- 11 ноября 1914 г. – лихой ночной удар под Гуркой-Стонгневской, когда взято в плен 16 офицеров, 832 нижних чина и 8 пулеметов.
- Полк – участник Таневского сражения 18 – 25 июня 1915 г.[1][2][3][4][5][6]
- 21 июня - 10 июля 1915 года. Упорный 20-дневный бой под Уржендовым и на линии деревень Адолина-Тржинец, когда полк одержал решительную победу и захватил 51 офицера, 1 врача, 2139 пленных и 3 пулемета, из коих один германский.

## Известные люди, служившие в полку
- Буренин, Борис Анатольевич  — обер-офицер полка (1914—1917)
- Крымов, Александр Михайлович — отбывал цензовое командование ротой (31.10.1902 — 26.02.1904) — русский генерал, участник событий 1917 года.

## Источник
- Военная энциклопедия / Под ред. В. Ф. Новицкого и др. — СПб.: Т-во И. Д. Сытина, 1911—1915.